# طارق عزیز بن عیسی
طارق عزیز بن عیسی (عربی: طارق عزيز بن عيسى؛ زادهٔ ۷ آوریل ۱۹۹۱) کشتی‌گیر اهل الجزایر است.
وی در بازی‌های المپیک تابستانی ۲۰۱۲ و ۲۰۱۶ شرکت کرده‌است.